# 董邦政
董邦政（?—?），明朝山东阳信人，字克平。担任六合县知县。
倭寇侵扰时，他官居按察司佥事，驻防上海。嘉靖三十三年（1554年）萧显引导倭寇侵犯上海县城，他将其击退。第二年在川沙、苏州大败倭寇，后来被赵文华排斥降职，之后称病辞官。